# Daughters of the American Revolution
La societat Daughters of the American Revolution (DAR), en català: Filles de la Revolució Americana, és un associació nord-americana reservada a les dones, que es basa en la línia genealògica per acceptar als seus membres. L'organització, fou creada per a la preservació de la història del país i per l'educació i està present en els 50 Estats del país, així com a Austràlia, Bahames, Canadà, França, Alemanya, Japó, Mèxic, Espanya i en el Regne Unit.
La seva divisa és Déu, Llar i Pàtria (God, Home, and Country). Algunes seccions locals es van fundar l'11 d'octubre de 1890, mentre que l'organisme es va oficialitzar a nivell nacional en 1896.

## Pertinença
Per accedir a l'organització, és necessari ser una dona major de 18 anys que pot provar que un dels seus avantpassats directes va participar en la independència dels Estats Units com:
- Signatari de la declaració d'independència;
- Militars veterans de la Guerra d'Independència dels Estats Units, incloent les marines de guerra i les milícies de l'estat, milícies locals, privades, i soldats i mariners tant francesos com espanyols que van lluitar en el teatre de guerra nord-americà;
- Funcionari del govern nord-americà durant aquest període;
- Membre del congrés continental o d'assemblees d'estat;
- Signatari dels Oaths of Allegiance, els juraments de lleialtat;
- Participants en el motí del te de Boston;
- Presoner de guerra, refugiats i defensors d'un fort, doctor i infermera ocupant-se de les víctimes dels revolucionaris;
- Persona que ofereix material a la causa.[2]

Una noia adoptada per una persona, el llinatge de la qual es desconeix, no pot pertànyer a l'organització. Només es pot pertànyer a les DAR mitjançant el llinatge dels seus pares biològics.

## Ensenyament

### Col·legis
DAR ofereix cada any 1 milió de dòlars per finançar sis col·legis.

### Beques
DAR ofereix als estudiants 150.000 dolars a l'any en beques als diplomats de "High School" secundària, a la música, al Dret, a l'ofici d'infermera, i als estudiants de la Facultat de Medicina. Solament dues de les 20 beques ofertes es restringeixen als membres de l'organització.

## Membres il·lustres
- Susan B. Anthony, sufragista estatunidenca[7]
- Clara Barton, fundadora de la Creu Roja Nord-americana
- Lillian Gish, actriu
- Grandma Moses, artista folk
- Ginger Rogers, actriu i ballarina
- Caroline Scott Harrison, antiga Primera dama dels Estats Units
- Suzanne Bishopric, tresorera de les Nacions Unides
- Laura Bush, antiga primera dama dels Estats Units
- Rosalynn Carter, antiga primera dama dels Estats Units
- Elizabeth Dole, senadora per Carolina del Nord.
- Janet Ren, antiga fiscal general de l'estat.
- Bo Derek, actriu, model i activista política conservadora.

## Cultura popular
- En la sèrie televisada Gilmore Girls, el personatge Emily Gilmore és membre de les DAR. També veurem a una de les protagonistes, Rory Gilmore, esdevenir una membre de l'associació. Hi ha diversos capítols que centren la seva acció entorn de festes i reunions de les DAR.
- El grup de rock and roll The Black Crowes va treure el gener de 2008 un treball titulat "Goodbye Daughters of the Revolution".
- En l'obra teatral The glass menagerie (de Tennessee Williams), Amanda Wingfield, la mare, és membre de les DAR.